# Поварово (Псковская область)
Поварово — деревня в Красногородском районе Псковской области России. Входит в состав Красногородской волости.

## География
Деревня находится в юго-западной части Псковской области, в зоне хвойно-широколиственных лесов, к востоку от реки Синей, на расстоянии примерно 18 километров (по прямой) к северо-востоку от посёлка городского типа Красногородск, административного центра района.

### Климат
Климат характеризуется как умеренно континентальный, мягкий, с прохладной зимой и тёплым летом. Средняя многолетняя температура самого холодного месяца (января) составляет −7°С, температура самого тёплого (июля) — +17°С. Среднегодовое количество осадков — до 650 мм. Вегетационный период длится 120—130 дней в году.

### Часовой пояс
Деревня Поварово, как и вся Псковская область, находится в часовой зоне МСК (московское время). Смещение применяемого времени относительно UTC составляет +3:00.

## История
Была создана до коллективизации за счет сселения хуторских хозяйств. Многие места в округе носили названия бывших хуторов (Федосово, Латутино). Сохранилась во время войны. Входила в колхоз «Новая жизнь». Деревня славилась садами и пасеками. В деревне насчитывалось восемь хозяйств. Электричество и радио в деревне отсутствовало. Жители деревни посещали Синеникольскую церковь. Местом захоронения после смерти служил погост в Синениколе. Сразу после освобождения от немцев в деревне работала Поваровская начальная школа. После ее окончания для продолжения учебы ребята переходили в Анкудиновскую среднюю школу. Жители деревни жили в основном со своих огородов размером 50 соток, а для того, чтобы иметь какие-либо деньги, возили на рынок во Псков или Ленинград яблоки, картошку и возможно мясо. Заработки в колхозе были незначительные, как говорилось, по количеству отработанных трудодней. Прожить на эти заработки было невозможно, но люди вынуждены были работать. Для поездки на рынок собирались группой, а колхоз предоставлял машину. В Синениколе находилась библиотека по сельским меркам неплохая.

## Население
| 2001 | 2002 | 2010 |
| ---- | ---- | ---- |
| 0    | →0   | →0   |